# 12-12-12: Konzert für Sandy-Opfer
12-12-12: Konzert für Sandy-Opfer (Original: 12-12-12: Concert for Sandy Relief) war ein Benefizkonzert, das am 12. Dezember 2012 im Madison Square Garden in New York City stattfand.
Das Konzert wurde als Reaktion auf den Hurrikan Sandy, der Teile des Nordostens der Vereinigten Staaten, der Karibik und des Mittelatlantiks im späten Oktober 2012 verwüstet hatte und einen geschätzten Schaden in Höhe von 71 Milliarden US-Dollar verursachte, veranstaltet. Das Konzert wurde live im Fernsehen, Radio, Kino und Internet auf sechs Kontinenten ausgestrahlt. Der Erlös der Veranstaltung wurde von der Robin Hood Foundation für die Opfer des Hurrikans in den Bundesstaaten New York, New Jersey und Connecticut gesammelt.
Viele international bekannte Künstler beteiligten sich an der Benefizveranstaltung, darunter The Who, Bruce Springsteen, Alicia Keys, Bon Jovi, Eric Clapton, Billy Joel, The Rolling Stones, Roger Waters, Chris Martin, Michael Stipe, Kanye West, Eddie Vedder, und, zum ersten Mal seit 18 Jahren, die Bandmitglieder von Nirvana (Dave Grohl, Krist Novoselic und Pat Smear) gemeinsam mit Paul McCartney.

## Hintergrund
Mitte November 2012 wurde erstmals bekannt, dass die Produzenten John Skyes, Präsident von Clear Channel Entertainment Enterprises, Filmproduzent Harvey Weinstein und James L. Dolan, Vorstandsvorsitzender der Madison Square Garden Company und David Saltzman als Veranstalter des nach den Terroranschlägen vom 11. September 2001 absolvierten Konzerts für New York City auch das 12-12-12: Konzert für Sandy-Opfer produzieren würden. Dies sorgte dafür, dass sich schnell viele große Namen aus der Musikbranche meldeten. Der Veranstaltungsort und der Tag für den Ticketverkauf wurden Anfang Dezember 2012 bekanntgegeben.
Der Madison Square Garden war ursprünglich am 12. Dezember 2012 für ein Spiel der New York Rangers gegen die Montreal Canadiens vorbehalten, das aber unter anderem wegen des 2012 NHL-Lockouts abgesagt wurde.
Mit Ticketverkäufen und Sponsorengeldern wurden vor dem Konzert bereits mehr als 32 Millionen US-Dollar eingenommen, die für die Versorgung von Betroffenen vor allem in New York, New Jersey und Connecticut mit Essen, Kleidung und Medikamenten an die Robin Hood Foundation gingen.
Von dem bekannten Elektronik-Konzern Samsung wurden alle telefonischen Leistungen übernommen, so richtete das Unternehmen die Call-Center ein, stattete diese mit den Geräten aus und sorgte auch dafür, dass viele bekannte Prominente an den Telefonen saßen und die Spendenanrufe annahmen, so unter anderem Whoopi Goldberg, Ben Stiller, Chelsea Clinton, Tony Danza und Jesse Jackson.

## Sponsoren
Hauptsponsoren des Events waren unter anderen die Chase Bank, General Electric, Samsung (stellte unter anderem das Equipment der Call-Center), State Farm Insurance, Visa, Verizon Foundation, Hyundai, AXS TV, Optimum Lightpath, Poland Spring und Delta Airlines.

## Tickets
Tickets für die Veranstaltung wurden ab dem 3. Dezember 2012 mittags über TicketMaster angeboten. Kunden der Chase Bank durften Tickets bereits ab 9 Uhr morgens erwerben. Die Karten waren innerhalb von Minuten ausverkauft.
Der Nominalwert der Tickets reichte von 150 US-$ bis 2.500 US-$, und die Organisatoren versprachen, dass alle Erlöse an die Robin Hood Foundation gehen würden. Wie bei den meisten Konzerten mit hoher Ticketnachfrage wurden Tickets aufgekauft und binnen weniger Minuten nach dem Kartenausverkauf zu sehr viel höheren Preisen auf verschiedenen Websites, unter anderem StubHub! online, angeboten. Am 7. Dezember 2012 kosteten die Tickets für die ersten Reihen vor der Bühne bis zu 48.000 $, während die in den oberen Ebenen für 525 US-$ bis 3.000 US-$ angeboten wurden. Die Produzenten der Veranstaltung forderten dazu auf, nicht von diesen Websites zu kaufen, weil das Geld nicht mehr wohltätigen Zwecken zugute käme. US-Senator Chuck Schumer schrieb einen Brief an StubHub! und drei andere große Online-Ticket-Börsen, worin er sie aufforderte, nicht zuzulassen, dass die Verkäufer sich an der Nachfrage nach Tickets bereichern. Ein Sprecher von StubHub!, Glenn Lehrman, sagte, dass das Unternehmen nicht über die Technologie verfüge, um vom Verkäufer verlangen zu können, die Gewinne für wohltätige Zwecke zu spenden. StubHub! reichte seine Provisionen in Höhe von mehr als 500.000 Dollar an die Hilfsorganisation weiter. Jacqueline Peterson, eine Sprecherin von TicketMaster, sagte, ihr Unternehmen hatte Hinweise darauf, dass die Spekulanten Computerprogramme eingesetzt hätten, um möglichst viele Tickets für den Wiederverkauf zu erlangen. Sie sagte, TicketMaster hätte Tausende von Verkäufen, die mit diesen Programmen identifiziert wurden, blockiert. Unter den Empfängern der Schumer-Briefe waren auch die TicketMaster-eigenen Wiederverkaufs-Anbieter TicketNow und TicketExchange; Peterson sagte, der Wiederverkauf von 12-12-12-Tickets wurde auf diesen Seiten nicht erlaubt. TicketLiquidator, eine andere Wiederverkaufswebsite, sagte, dass sie es abgelehnt hätten, Tickets für das Konzert zu handeln. Es gab auch einige Fälle von gefälschten Tickets.

## Ausstrahlung
Während des Konzerts, das live über mehr als 39 US-amerikanische Fernsehsender, darunter HBO, AMC, Showtime und AXS TV, sowie mehr als 20 internationale Fernsehsender, mehr als 50 Radiosender und Internet in alle Welt übertragen wurde, fanden Spendenaufrufe statt. In ausgewählten Kinos in New York, New Jersey und Connecticut wurde das Konzert ebenfalls live gezeigt. Im Internet wurde das Konzert über mehr als 25 Websites gestreamt darunter YouTube, SiriusXM, Hulu und Vevo. Außerdem wurde das Konzert auf den Großbildanzeigetafeln am Times Square in New York City, in London und Paris gezeigt.
Durch Spenden kamen nach Medienberichten mindestens weitere 20 Millionen US-Dollar zusammen.

## Künstler und Programm
Das Konzert begann 19.30 Uhr und ging bis 1.20 Uhr morgens.
1. Video-Nachrichtenclip über die Folgen des Hurrikans Sandy
2. Bruce Springsteen und die E Street Band
  1. Land of Hope and Dreams mit Teilen von People Get Ready
  2. Wrecking Ball
  3. My City of Ruins mit einem Teil von Jersey Girl
  4. Born to Run (mit Jon Bon Jovi)
3. Billy Crystal
4. Susan Sarandon
5. Roger Waters (von Pink Floyd)
  1. In the Flesh?
  2. The Happiest Days of Our Lives
  3. Another Brick in the Wall (Part 2) (gemeinsam mit jugendlichen Tänzern)
  4. The Ballad of Jean Charles de Menezes
  5. Money
  6. Us and Them
  7. Comfortably Numb (mit Eddie Vedder)
6. Adam Sandler und Paul Shaffer (Piano)
  1. Sandy Screw Ya (Comedy-Song über Sandy und New York auf der Melodie von Leonard Cohens Hallelujah)
7. Brian Williams (mit Ben Stiller und Whoopi Goldberg)
8. Billy Crystal
9. Kristen Stewart
  1. Video-Einspielung: Jon Bon Jovi in New Jersey
10. Bon Jovi
  1. It’s My Life
  2. Wanted Dead or Alive
  3. Who Says You Can’t Go Home (mit Bruce Springsteen)
  4. Livin’ on a Prayer (mit einem a-cappella-Intro)
11. Brian Williams (mit Tony Danza und Whoopi Goldberg)
12. Jon Stewart Ehrung des Police Departments von Seaside High und Ankündigung Eric Clapton
13. Eric Clapton
  1. Nobody Knows You When You’re Down and Out
  2. Got to Get Better in a Little While
  3. Crossroads
14. Chelsea Clinton
  1. Video-Einspielung vom Team Rubicon auf der Rockaway Peninsula
15. Jimmy Fallon Ankündigung Video über Coney Island
  1. Video-Einspielung: Pastorin Connie Hula auf Coney Island
  2. Ankündigung Rolling Stones
16. The Rolling Stones
  1. You Got Me Rocking
  2. Jumpin’ Jack Flash
17. Video-Einspielung des Sponsors Chase
18. Stephen Colbert
19. Sean Combs und Olivia Wilde Ehrung der helfenden Krankenschwestern und Ärzte New Yorks, Ankündigung Alicia Keys
20. Alicia Keys
  1. Brand New Me
  2. No One mit verschiedenen Aufforderungen ans Publikum, Mobiltelefone hochzuhalten und damit den MSG zu erleuchten
21. Video-Einspielung des Sponsors State Farm Insurance
22. Steve Buscemi Ehrung der Graybeards (Organisation von Feuerwehrmännern, Polizisten, Sanitätern im Ruhestand)
  1. Video-Einspielung: the Graybeards[18]
23. The Who
  1. Who Are You
  2. Bell Boy (featuring Keith Moon Gesang, via Audio aus Quadrophenia und Archiv-Video aus Charlton, vom 18. Mai 1974)
  3. Pinball Wizard
  4. See Me, Feel Me
  5. Baba O’Riley
  6. Love, Reign o’er Me
  7. Tea & Theatre
24. Brian Williams (mit Joe Pantoliano und James Gandolfini)
25. Video-Einspielung: Darsteller und die Folgen
26. Billy Crystal
27. News 12 New Jersey
28. Video-Einspielung: Nachbarn nach den Folgen, featuring Phyllis Puglia
29. Chris Rock
30. Kanye West (alle Songs als Medley)
  1. Clique
  2. Mercy
  3. Power
  4. Jesus Walks
  5. All of the Lights
  6. Run This Town
  7. Diamonds from Sierra Leone
  8. Diamonds Remix
  9. Touch the Sky
  10. Gold Digger
  11. Good Life
  12. Runaway
  13. Stronger
31. Brian Williams (mit Jack McBrayer und Jimmy Fallon)
32. Seth Meyers mit Bobby Moynihan als Betrunkener Onkel
33. Jake Gyllenhaal mit Patricia Farrell
34. Billy Joel
  1. Miami 2017 (Seen the Lights Go Out on Broadway)
  2. Movin’ Out (Anthony’s Song)
  3. Have Yourself a Merry Little Christmas (Auszug)
  4. New York State of Mind
  5. The River of Dreams (featuring Gloria)
  6. You May Be Right
  7. Only the Good Die Young
35. Blake Lively
36. Chris Martin von Coldplay
  1. Viva la Vida
  2. Losing My Religion (mit Michael Stipe von R.E.M.)
  3. Us Against the World
37. Brian Williams
38. Katie Holmes und Jason Sudeikis
39. Video-Einspielung: Red Hook Aufgehen
40. Leonardo DiCaprio (via Video)
41. Jamie Foxx, Quentin Tarantino, und Christoph Waltz
42. Paul McCartney
  1. Helter Skelter
  2. Let Me Roll It
  3. Nineteen Hundred and Eighty Five
  4. My Valentine (mit Diana Krall)
  5. Blackbird
  6. Cut Me Some Slack (mit Krist Novoselic, Dave Grohl und Pat Smear von Nirvana)
  7. I’ve Got a Feeling
  8. Live and Let Die
43. Alicia Keys
  1. Empire State of Mind (Part II) Broken Down[19]
44. Billy Crystal